# Краснодарський (пункт контролю)
48°17′45″ пн. ш. 39°57′56″ сх. д. / 48.29583° пн. ш. 39.96556° сх. д.
Краснода́рський — закритий пункт пропуску через державний кордон України на кордоні з Росією.
Розташований у Луганській області, Краснодонська міськрада, в однойменному селищі міського типу на автошляху місцевого значення. Пропуск здійснюється у двох напрямках. З російського боку розташовані пункти пропуску «Донецьк» та Нижній Швирьйов, Каменський район, Ростовська область.
Вид пункту пропуску — автомобільний, пішохідний. Статус пункту пропуску — місцевий, з 5.00 до 21.00.
Характер перевезень — пасажирський.
Судячи з відсутності даних про пункт пропуску «Краснодарський» на сайті МОЗ, очевидно він може здійснювати лише радіологічний, митний та прикордонний контроль.
Пункт пропуску «Краснодарський» входить до складу митного посту «Ізварине» Луганської митниці.

## Закриття пункту пропуску
5 червня 2014 року Кабінет Міністрів України з міркувань громадської безпеки та з метою запобігання виникненню загрози життю та здоров'ю населення внаслідок небезпечних подій, які відбуваються на окремих територіях, ухвалив рішення про припинення руху через цей пункт пропуску (а також через сім інших пунктів на російсько-українському кордоні).